# Polly Draper
Polly Draper (Gary, 15 juni 1956) is een Amerikaans actrice, scenarioschrijver, producent en regisseur. Ze is vooral bekend door haar werk voor The Naked Brothers Band.

## Carrière
Haar televisiedebuut was in de televisieserie Thirtysomething, als Ellyn Warren, waarvoor ze een nominatie voor een Emmy Award kreeg in 1988. Ze werkte als schrijver, producer en actrice in de film The Tic Code, een film over het syndroom van Gilles de la Tourette; een aandoening die haar man, Michael Wolff, heeft.
Draper regisseerde, schreef, bedacht en produceerde hiernaast ook de film The Naked Brothers Band: The Movie, waaruit de televisieserie The Naked Brothers Band ontstond, over de band van haar kinderen, Nat en Alex Wolff. Ze komt zelf niet in de serie voor; over de moeder van de jongens wordt nooit gepraat. Draper is ook verantwoordelijk voor alle televisiefilms van de serie, waaronder Operation Mojo en Mystery Girl.

## Filmografie

### Actrice
- Too Young to Marry (2007)
- A Perfect Fit (2005)
- Shooting Livien (2005)
- Second Best (2004)
- Monk (1 aflevering, 2002)
- Law & Order: Criminal Intent (1 aflevering, 2002)
- The Guardian (1 aflevering, 2001)
- Gideon's Crossing (5 afleveringen, 2001)
- Maternity Ward (1 aflevering, 2001)
- The Secret Adventures of Jules Verne (1 aflevering, 2000)
- Dinner Rush (2000)
- The Tic Code (1999)
- 18 Shades of Dust (1999)
- The Larry Sanders Show (1 aflevering, 1998)
- Hudson River Blues (1997)
- Home Song (1996)
- Always Say Goodbye (1996)
- Gold Diggers: The Secret of Bear Mountain (1995)
- The Innocent (1994)
- A Million To Juan (1994)
- Schemes (1994)
- Broken Promises: Taking Emily Back (1993)
- Heartbeat (1993)
- thirtysomething (85 afleveringen, 1987-1991)
- The Hitchhiker (1 aflevering, 1989)
- Tales from the Darkside (1 aflevering, 1987)
- The Pick-up Artist (1987)
- Making Mr. Right (1987)
- Adam's Apple (1986)
- Seven Minutes in Heaven (1985)

### Producer
- The Naked Brothers Band (30 afleveringen, 2007-2008)
- The Naked Brothers Band: The Movie (2005)
- The Tic Code (1999)

### Schrijver
- The Naked Brothers Band (28 afleveringen, 2007-2008)
- The Naked Brothers Band: The Movie (2005)
- The Tic Code (1999)

### Regisseur
- The Naked Brothers Band (12 afleveringen, 2007-2008)
- The Naked Brothers Band: The Movie (2005)

## Prijzen
| Jaar | Festival                                                                                      | Prijs                                                         | Film/programma                                 | Resultaat   |
| ---- | --------------------------------------------------------------------------------------------- | ------------------------------------------------------------- | ---------------------------------------------- | ----------- |
| 1988 |                                                                                               | Emmy Award voor Best Supporting Actress                       | thirtysomething                                | Genomineerd |
| 1999 | Berlin International Film Festival Hamptons International Film Festival Giffoni Film Festival | Golden Bear Award                                             | The Tic Code                                   | Gewonnen!   |
| 2005 | Hamptons International Film Festival                                                          | Audience Award voor Family Feature Film                       | The Naked Brothers Band: The Movie             | Gewonnen!   |
| 2007 |                                                                                               | Writers Guild Award voor Children's Episodic Shows & Specials | The Naked Brothers Band: Nat is A Stand Up Guy | Genomineerd |